# Tres forasters de Madrid
Tres forasters de Madrid (subtítol: Comedia bilingüe en dos actos, original y en verso) és un sainet valencià bilingüe obra d'Eduard Escalante i Mateu i representat per primer cop el 27 de gener de 1876 al Teatre Princesa de València. La primera edició de l'obra va ser també el 1876 a cura de l'editor Juan de Mariana i Sanz.
L'obra és un bon exemple de l'evolució que experimenta el sainet valencià cap a la comèdia de costums, tot i que per extensió (dos actes i uns 1600 versos) no arribe a ser-ho. El conflicte neix de l'enfrontament entre els desigs de prosperar socialment (la qual cosa comporta el canvi de llengua) i la conformitat amb la condició social que s'ha assolit. Escalante critica també el complex d'inferioritat dels valencians devers els forasters, especialment si són madrilenys i castellanoparlants. El conflicte entre les diferents expectatives dels personatges dona peu a jocs lingüístics magistrals.

## Argument
Jasinto és un humil rellotger que ha aconseguit fer uns pocs estalvis. Casat amb Baltasara, desitja que el fill de tots dos, Carmelet, es case amb Sunsión, la filla del so Donís, un drapaire veí, de posició una mica més benestant. Baltasara, però, aspira a més: en un viatge a Madrid va conéixer Doña Prisca i Don Torcuato, persones molt ben relacionades amb el poder, i enveja la vida que porten a la capital. A més, Carmel, que va acompanyar sa mare a Madrid, hi va conéixer Corina, la filla dels madrilenys, i se'n va enamorar perdudament.
Un dia, els madrilenys arriben de Madrid per a tornar-los la visita. Ja a casa dels valencians, no paren de vanar-se de la seua categoria social i dels seus béns. Baltasara, entusiasmada, somia que Carmel es casa amb Corina i per a fer-ho possible espremerà els estalvis familiars per conrear així els madrilenys, els quals, com que han vingut sense diners en monedes, mai no desembossen res. Simultàniament, rebutgen els drapaires, als quals ja no consideren dignes.
El segon acte s'inicia uns dies després. Els forasters continuen fent despeses i mai no troben el moment de canviar els seus bitllets. En realitat, estan esperant l'arribada d'un terratinent, la Pomera, amb qui tracten de casar Corina. Quan Carmel se n'assabenta intenta suïcidar-se; llavors, valencians i madrilenys s'enfronten, fins que Sunsión els informa que ha descobert que la Pomera és tan farsant com els madrilenys. Jasinto s'ha quedat sense estalvis; Baltasara, sense possibilitats de fer vida social a Madrid, i Carmel, sense somnis poètics i sense Corina. Per sort per a ells, els drapaires, representants del seny de la petita burgesia valenciana, continuen al seu costat i gràcies a ells poden fer front al desengany sofert.